# Charles Mann Cornwallis
Charles Mann Cornwallis (Londres, Regne Unit, 31 de desembre de 1738 - Ghazipur, estat d'Uttar Pradesh, 5 d'octubre de 1805) fou un militar britànic.

## Biografia
Després d'educar-se a Eton i Cambridge, ingressà en l'exèrcit, servint com ajudant del marquès de Granby durant la Guerra dels Set Anys. El 1760 fou elegit membre del Parlament britànic pel districte d'Eye; el 1766 ascendí a coronel; el 1770 fou nomenat governador de la Torre de Londres, i el 1775 fou ascendit a general major.

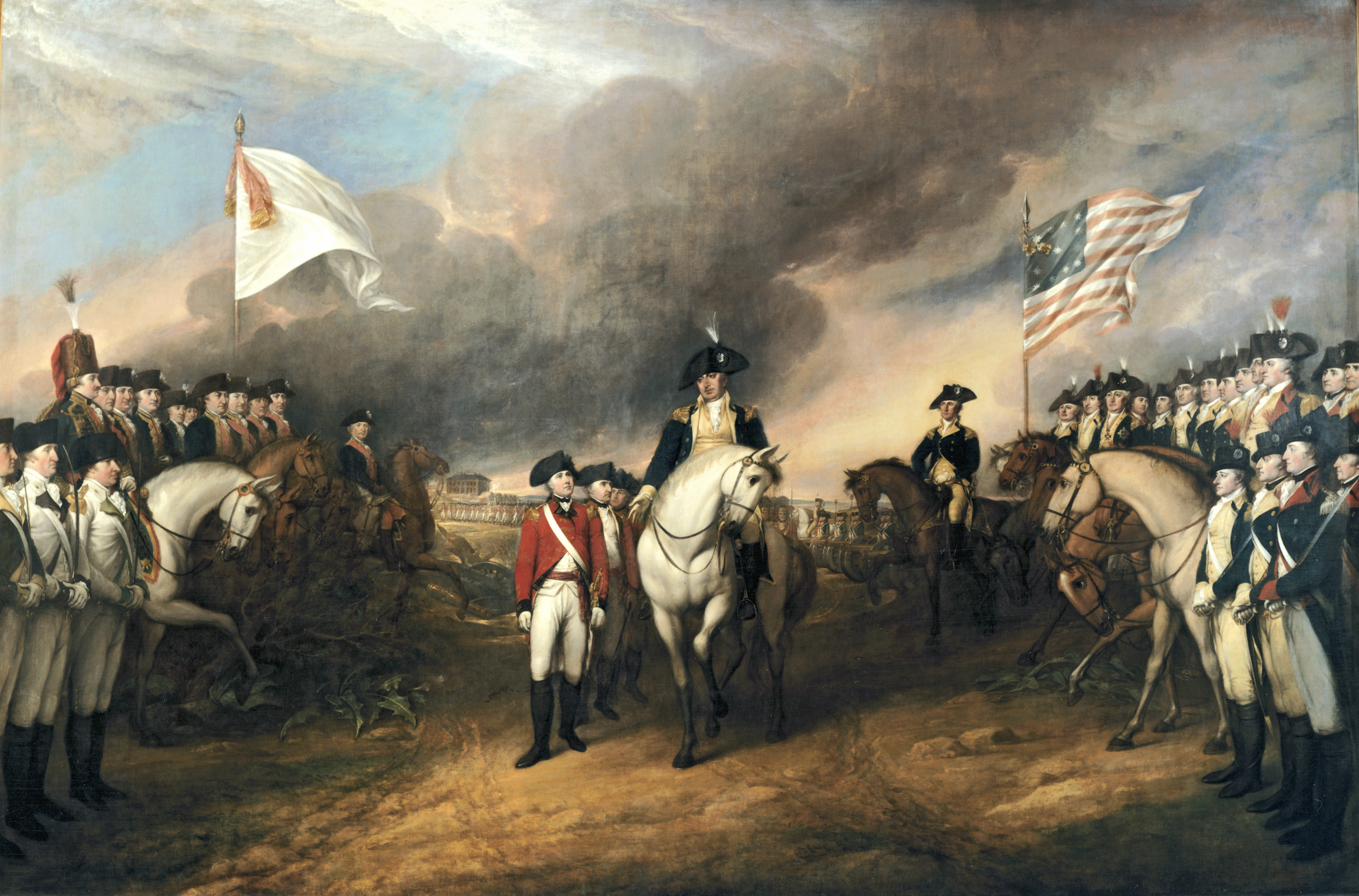
Rendició de Cornwallis en la Batalla de Yorktown

Malgrat que personalment s'oposava a la guerra amb Amèrica, anà allí amb el seu regiment, i els primers èxits de l'exèrcit anglès foren deguts a ell. Després de la batalla de Long Island, en la qual prengué una part principal, perseguí a George Washington a través de New Jersey. Es distingí en la victòria a la batalla de Brandywine (17 de setembre de 1777). Serví a les ordres de Henry Clinton en la presa de Charleston (1780), assolí una gran victòria sobre Gates a Camden, i derrotà en Green a Guilford Court House (1781).
Penetrà a Virgínia, iniciant una ruda malgrat que infructuosa campanya contra Lafayette. Per acabar, fou envoltat a Yorktown per Washington i Rochambeau, amb ajuda d'una flota francesa, i hagué de rendir-se després d'una valerosa defensa, que durà dos mesos i mig.

Signatura

Acabada la guerra, el 1786 fou nomenat governador de l'Índia i general en cap distingint-se per les seves victòries sobre Tippu Sahib, i pel seu zel en promoure el benestar dels indígenes. Retornà de l'Índia el 1793, i fou creat marquès. Nomenat lord virrei d'Irlanda, aconseguint sufocar la rebel·lió de 1798, restablint l'ordre amb tant vigor com humanitat. Enviat a França com a plenipotenciari, negocià la Pau d'Amiens. Tornà de nou a l'Índia el 1804, i va morir al cap de pocs mesos.